# El Tortuguero
El Tortuguero est une municipalité nicaraguayenne de la région autonome de la Côte caraïbe sud.